# عين البيضاء (القيروان)
عَيْن البَيْضَاء أو عِين البِيضَة قرية تقع بمعتمدية حفوز بولاية القيروان في الوسط التونسي. ترقيمها البريدي هو 3130.
1. ↑  "المناطق الترابية (العمادات) حسب الولايات والمعتمديات". اطلع عليه بتاريخ 2024-11-30.